# Gesellschaft für Tauch- und Überdruckmedizin
Die Deutsche Gesellschaft für Tauch- und Überdruckmedizin e. V. (GTÜM, teilweise auch GeTÜM) ist eine deutsche Fachgesellschaft für Tauchmedizin einschließlich Hyperbarmedizin mit Sitz in Mainz. Die 1983 gegründete gemeinnützige Gesellschaft erstellt medizinische Leitlinien für tauchmedizinische Behandlungen sowie für die Ausbildung des Fachpersonals im Bereich der hyperbaren Medizin, vor allem die hyperbare Oxygenierung sowie Tauchtauglichkeitsuntersuchung betreffend. Sie ist Mitglied der Arbeitsgemeinschaft der Wissenschaftlichen Medizinischen Fachgesellschaften.
Der Verein ist die federführende Fachgesellschaft der Leitlinie Tauchunfall, die erstmals im Jahr 2014 unter Beteiligung von acht weiteren Fachgesellschaften und Organisationen aus Deutschland, Österreich und der Schweiz erstellt wurde. Die aktuelle Version der Leitlinie Tauchunfall erschien im Jahr 2022.

## Struktur
Die GTÜM wird vom Vorstand geleitet. Er wird im Rahmen der mindestens alle drei Jahre stattfindenden ordentlichen Mitgliederversammlung gewählt.
Der engere Vorstand besteht aus dem Präsidenten, dem Vizepräsidenten, dem Sekretär, dem Schatzmeister und dem Präsidenten der vorangegangenen Wahlperiode (Past-Präsident). Dem engeren Vorstand obliegt u. a. die Überwachung der Führung der laufenden Geschäfte (Geschäftsstelle). Vertretungsberechtigt sind, je zwei gemeinsam, der Präsident, der Vizepräsident und der Sekretär.
Der erweiterte Vorstand besteht aus den Mitgliedern des Engeren Vorstandes, dem Caisson-Redakteur und bis zu sechs Beiräten. Ohne Stimmberechtigung gehört ferner ein Mitglied des Vorstandes des Verbandes Deutscher Druckkammerzentren (VDD) dem erweiterten Vorstand an.
Die Geschäftsstelle der GTÜM ist der Berufsgenossenschaftlichen Unfallklinik Murnau im bayerischen Murnau am Staffelsee angegliedert.
Bisherige Präsidenten
- ab 1983: Klaus Seemann (Gründungspräsident)
- ab 1987: Franz Gerstenbrand
- ab 1990: Oskar F. Ehm
- ab 1993: Joachim Pröhl
- ab 1996: Dietmar Tirpitz
- ab 1999: Ulrich van Laak
- ab 2002: Armin Kemmer
- ab 2005: Wilhelm Welslau (Wiederwahl 2008, 2011, Amt im Jan. 2012 aus beruflichen Gründen niedergelegt)
- ab 2012: Karin Hasmiller (2014 regulär gewählt, wiedergewählt 2017)[5]
- seit 2021: Lars Eichhorn[6]

## Veröffentlichungen
Caisson
Der Caisson (französisch für ‚Senkkasten‘) ist das Organ der GTÜM und erscheint viermal jährlich, circa zur Mitte der Monate März, Juni, September und Dezember. Redaktionell zeichnet der Arbeitsmediziner und Past-Präsident Wilhelm Welslau verantwortlich.
Checkliste Tauchtauglichkeit
Gemeinsam mit der Österreichischen Gesellschaft für Tauch- und Hyperbarmedizin (ÖGTH) hat die GTÜM im Jahr 2014 die zweite, vollständig überarbeitete Auflage der Checkliste Tauchtauglichkeit, die Untersuchungsstandards und Empfehlungen für Ärzte enthält, herausgegeben (Gentner Verlag, Stuttgart 2014, ISBN 978-3-87247-747-7, 447 Seiten).
Sonstige Veröffentlichungen
Weitere Veröffentlichungen befassen sich unter anderem mit der hyperbaren Sauerstofftherapie.